# Гумфрид Теруанский
Гумфрид (лат. Humfridus) (умер 8 марта 869, Теруан) — епископ Теруана (856—869) и аббат Сен-Бертина (864—866). Святой, почитаемый Римско-католической церковью (день памяти — 8 марта).

## Биография

### Ранние годы
О происхождении святого Гумфрида известно только то, что местом его рождения была долина реки Маас. С детства предназначенный родителями для церковной жизни, Гумфрид ещё ребёнком был передан на воспитание в Прюмское аббатство. Позднее он принял здесь постриг. Житие святого сообщает, что ведя благочестивую жизнь монаха, Гумфрид вскоре стал известен многим знатным лицам, включая императора Лотаря I. Вероятно, он присутствовал на похоронах этого монарха, скончавшегося в Прюме в сентябре 855 года.

### Избрание епископом
Исторические источники сообщают, что после смерти 15 декабря 855 года епископа Теруана святого Фольквина архиепископ Реймса Гинкмар, глава митрополии, в которую входила Теруанская епархия, опасаясь, что король Западно-Франкского государства Карл II Лысый снова попытается неканонически возвести на вакантную кафедру своего человека, поручил епископу Лана Пардулю проконтролировать ход выборов. В результате, новым епископом Теруана был избран святой Гумфрид. Обстоятельства, благодаря которым его кандидатура была одобрена королём Карлом, точно неизвестны. Предполагается, что ходатаем за Гумфрида выступил король Лотарингии Лотарь II. Интронизация нового епископа Теруана состоялась в 856 году, по словам жития святого, при всеобщей радости жителей и духовенства города.

### Разорение Теруана
В 860 году Гумфрид принял участие в церковном соборе в Туси, но уже в 861 году он был вынужден покинуть свою паству и бежать из Теруана, к которому подошло большое войско викингов. Несмотря на то, что город был окружён крепостными стенами, норманны, не встречая сопротивления, разграбили Теруан и сожгли бо́льшую его часть. Также нападению викингов подвергся и Сен-Бертинский монастырь, находившийся на территории Теруанской епархии. Почти сразу же после нападения норманнов Теруан был ещё раз разграблен, на этот раз во время конфликта между королём Карлом II Лысым и Бодуэном Железноруким, будущим графом Фландрии.
Тяжело переживая разорение своего города, Гумфрид обратился с посланием к папе римскому Николаю I, прося разрешить ему сложить с себя епископский сан и удалиться в один из монастырей. Однако папа категорически запретил Гумфриду оставлять епархию, написав ему письмо со словами поддержки и увещеваниями.

### Восстановление города
Ободрённый посланием Николая I, Гумфрид возвратился в Теруан, начав восстановление дважды разорённого города. Среди первых зданий, отстроенных по приказу епископа, был кафедральный собор. В феврале 862 года Гумфрид присутствовал на соборе в Ахене, который расторг брак короля Лотаря II с Теутбергой, а 15 августа 863 года по повелению епископа в Теруанской епархии впервые было отпраздновано Успение святой девы Марии. Процессу восстановления города способствовало и состоявшееся в том же году примирение Карла II Лысого с Бодуэном I Железноруким, одним из владений которого стал Теруан.

### Во главе Сен-Бертинского монастыря
15 марта 864 года Гумфрид был избран братией Сен-Бертинского монастыря аббатом, вместо скончавшегося настоятеля Адаларда. Совмещая саны епископа и аббата, глава Теруанской епархии способствовал восстановлению серьёзно пострадавшего от набегов викингов монастырского хозяйства, в 866 году получив от графа Магенфрида для аббатства несколько богатых поместий. Однако в том же году Гумфрид был вынужден покинуть Сен-Бертинский монастырь, после того как по повелению Карла II Лысого новым настоятелем был назначен клирик Гильдуин, купивший у короля сан аббата за тридцать солидов.

### Последние годы
В 866 году Гумфрид принял участие в соборе в Суассоне, созванном по приказанию папы Николая I. Участвовавшие в нём тридцать пять епископов во главе с Гинкмаром Реймсским рассмотрели вопрос о прелатах, рукоположённых смещённым архиепископом Эббоном.
Святой Гумфрид скончался в Теруане в возрасте 87 лет. Вероятнее всего, это произошло 8 марта 869 года. Его похоронили в восстановленном им городском кафедральном соборе. Его преемником в Теруанской епархии, по повелению Карла II Лысого, был поставлен Актард, бывший епископ Нанта.

### Посмертное почитание
Уже вскоре после смерти в Теруане началось почитание епископа Гумфрида как святого и впоследствии его культ распространился на другие области Фландрии. Житие святого рассказывает о многочисленных чудесах, якобы произошедших на месте его погребения. В начале XII века епископ Теруана, святой Жан, перенёс мощи Гумфрида в новую раку, установленную на алтаре кафедрального собора. После разрушения Теруана войсками Карла V Габсбурга в 1553 году, одна часть реликвий Гумфреда была перенесена в Ипр, другая — в Сент-Омер. В настоящее время Гумфрид Теруанский причислен Римско-католической церковью к лику святых. Его имя внесено в Римский мартиролог. День памяти святого Гумфрида празднуется 8 марта, в годовщину его смерти.